# Violettbrauner Milchling
Der Violettbraune Milchling (Lactarius brunneoviolaceus, Syn.: L. robertianus) ist eine Pilzart aus der Familie der Täublingsverwandten (Russulaceae). Es ist ein kleiner bis ziemlich kleiner, sich lila bis violett verfärbender Milchling, der einen mehr oder weniger wein-bräunlichen und meist ungezonten Hut hat. Seine Lamellen sind weißlich bis blass cremefarben, seine weiße, überwiegend milde Milch verfärbt sich nach einigen Minuten violett. Der ungenießbare Milchling wächst in arktischen oder alpinen Regionen bei Zwergweiden.

## Merkmale

### Makroskopische Merkmale
Der 2–4,5 cm breite Hut ist jung flach gewölbt, später flach aus gebreitet und im Alter mehr oder weniger niedergedrückt. Der zumindest jung zottig behaarte, glatte Hutrand ist lange eingebogen und die Hutmitte trägt oft einen kleinen, spitzen Buckel. Die glatte Oberfläche ist trocken matt, im feuchten Zustande glänzend und schmierig. Der Hut ist grau- bis rotbraun gefärbt, oft mehr oder weniger violett getönt und nicht oder nur angedeutet konzentrisch gezont, jedoch oft gefleckt.
Die mittelbreiten, ziemlich gedrängt stehenden Lamellen sind breit am Stiel angewachsen oder laufen leicht daran herab. Sie sind jung weißlich und später blass cremefarben und verfärben sich auf Druck oder Verletzung hin gräulich-violett, bisweilen sind sie gegabelt. Das Sporenpulver ist blass cremefarben.
Der 1–3,5 cm lange und 0,4–1,6 cm breite, zylindrische bis etwas keulige Stiel ist im Inneren anfangs voll und später eng ausgehöhlt. Die Oberfläche ist matt, trocken und leicht zottig, besonders zur Spitze hin. Die Stielrinde ist weißlich bis blass cremefarben oder gräulich gefärbt und verfärbt sich an Druckstellen rötlich-violett bis gräulich-violett.
Das feste weiße Fleisch verfärbt sich im Anschnitt, besonders im Stiel, blass lila bis violett. Der Geruch ist fruchtig oder riecht ähnlich wie Zedernöl, der Geschmack ist überwiegend mild. Die recht spärliche, wässrig-weiße Milch schmeckt wie Zedernöl. Sie ist anfangs mehr oder weniger mild, wird aber nach einer Weile scharf und verfärbt sich nach einigen Minuten violett.

### Mikroskopische Merkmale
Die breitelliptischen Sporen sind durchschnittlich 9,8–10,6 µm lang und 7,7–8,0 µm breit. Der Q-Wert (Quotient aus Sporenlänge und -breite) ist 1,1–1,4. Das Sporenornament wird 0,5 (1) µm hoch und besteht aus ganz unterschiedlich breiten Rippen und Linien, die zu einem unvollständigen Netz verbunden sind. An Verzweigungspunkten sind die Rippen meist breiter und höher. Daneben kommen wenige, kleine und isoliert stehende Warzen vor. Der Hilarfleck ist im äußeren Bereich oft stark amyloid.
Die ziemlich zylindrischen bis spindeligen und 40–80 µm × 8–10 µm messenden Pleuromakrozystiden sind ziemlich selten und nur zu den Lamellenschneiden hin etwas häufiger. An ihrem oberen Ende tragen sie oft ein kleines aufgesetztes Spitzchen (mucronat). Die Lamellenschneide ist steril und trägt 15–32 µm lange und 5–8 µm breite, zylindrische, keulige oder fast spindelige Parazystiden. Daneben findet man auch spindelige bis lanzettliche und ziemlich zahlreiche Cheilomakrozystiden, die 25–55 (85) µm lang und 6–10 µm breit sind.
Die Huthaut (Pileipellis) ist eine 70–110 µm dicke Ixocutis oder ein Ixotrichoderm und besteht aus mehr oder weniger aufsteigenden, 2–5 µm breiten Hyphen mit teilweise keuligen Enden. Darunter liegen mehr oder weniger parallel 3–7 µm dicke Hyphen.

## Artabgrenzung
In alpinen Lagen bei Zwergweiden wächst auch der Falsche Violett-Milchling, der ebenfalls eine violett verfärbende Milch hat. Er unterscheidet sich durch seinen ocker- bis graubraunen, bisweilen auch leicht olivfarben getönten Hut sowie durch jung hell cremegelbliche und später hell ockerfarbene Lamellen. Der Violettbraune Milchling hat deutlich blassere Lamellen, die sich auch im Alter nicht ockerbraun verfärben. Zudem sind die Sporen beim Violettbraunen meist größer und oft länglicher und außerdem ist auch das Sporenornament unterschiedlich.

## Ökologie und Verbreitung

Verbreitung des Violettbraunen Milchlings in Europa.
Legende:
grün = Länder mit Fundmeldungen
weiß = Länder ohne Nachweise
hellgrau = keine Daten
dunkelgrau = außereuropäische Länder

Die europäische Milchlingsart ist in arktischen und alpinen Regionen verbreitet. Der Milchling wurde in den Alpen, in Fennoskandinavien, auf Spitzbergen, den Färöer, Island und Grönland gefunden.
Der Milchling ist ein Mykorrhizapilz von verschiedenen Zwergweiden wie Salix herbacea, Salix retusa und Salix reticulata. Meist im August erscheinen die einzeln bis gesellig bisweilen sogar schwach büschelig wachsenden Fruchtkörper in alpinen oder arktischen Zwergstrauchheiden.

## Systematik
In seinem Werk Agaricales de la zone alpine beschrieb Robert Kühner 1975 einige ungewöhnliche Aufsammlungen von Lactarius uvidus, die einmal viel kleiner waren und sich außerdem durch ihr Habitat unterschieden. Bon, der sich ebenfalls in seinem Buch Quelques nouveaux taxons de la flore Mycologique alpine von 1985 mit der Pilzwelt des Alpenraumes auseinandersetzte, kam zu dem Schluss, dass es sich bei Lactarius uvidus im Sinne von Kühner um eine eigenständige Art handeln müsse, und beschrieb sie noch im gleichen Jahr, nur ein paar Monate später, als Lactarius robertianus. M. Verbeken, Coautorin von Heilmann-Clausens The Genus Lactarius, unterzog Bons Lactarius robertianus einer gründlichen Untersuchung und kam zu dem Schluss, dass die Art artgleich zu Lactarius brunneoviolaceus sei, den M. P. Christiansen bereits 1935 bei Skútustaðir auf Island gesammelt und 1941 gültig beschrieben hatte. Wenn die beiden Taxa wirklich artgleich sind, was derzeit nicht angezweifelt wird, hat der ältere Name natürlich Vorrang. Auch Lactarius pseudouvidus im Sinne von Petersen et al. (1994) wird als synonym angesehen.

### Infragenerische Systematik
Der Milchling wird von Bon, Basso und Heilmann-Clausen in die Untersektion Uvidini gestellt, die ihrerseits der Sektion Uvidi zugeordnet wird. Die Vertreter der Untersektion haben eine weiße Milch, die sich lila oder violett verfärbt. Ihre Hüte sind wein-rötlich, grau oder bräunlich gefärbt und mehr oder weniger klebrig bis schleimig. Der Hutrand ist manchmal behaart.

## Bedeutung
Der Milchling wird als ungenießbar angesehen.